# Fever-Tree
Fever-Tree ist ein britischer Hersteller von alkoholfreien Erfrischungsgetränken, Als Signet für den Firmennamen wird ein Chinarindenbaum (gelegentlich genutzter Trivialname: Fieber-Baum) im Hintergrund des Hauptetiketts und als Logo auf der Halsschleife visualisiert.

## Geschichte
Nach einer „Tonic-Verkostung“ im Jahr 2000 schloss sich Charles Rolls, der ehemalige Geschäftsführer von Plymouth Gin, mit Tim Warrillow, einem Marketingexperten aus dem Genussmittelbereich, zusammen, um die Zusammensetzung von Mixgetränken zu analysieren. Die beiden entdeckten, dass die meisten Mixer mit Natriumbenzoat oder ähnlichen Stoffen konserviert waren und die Verwendung billiger Orangenaromastoffe wie Decanal und künstlicher Süßstoffe (z. B. Saccharin) weit verbreitet war – eine Kombination, die, aus ihrer Sicht, für Umsatzrückgänge in diesem Segment verantwortlich war.
Um dieser Entwicklung mit hochwertigen Produkten entgegen zutreten, wurde 2004 Fever-Tree von Rolls und Warrillow in London gegründet. Seit Beginn wurde die Produktion outgesourct.
Ihre Recherchen führten sie in die Demokratische Republik Kongo, wo sie das Chinin beschafften, das die Grundlage für ihre Tonic Waters bildet. Fever-Tree wird ausschließlich mit Chinin aus den ursprünglichen Cinchona ledgeriana-Bäumen produziert, dies wollten die Gründer mit dem Unternehmensnamen illustrieren.  2005 wurde mit dem Indian Tonic Water das erste Produkt im Vereinigten Königreich auf den Markt gebracht, das zunächst bei Waitrose und Selfridges erhältlich war. 2007 wurde der Vertrieb nach Spanien und die USA erweitert. Seit 2013 ist Fever-Tree Unterstützer von Malaria No More, einer in Großbritannien ansässigen gemeinnützigen Organisation, deren Ziel die Ausrottung von Malaria ist. Fever-Tree hat im Jahr 2018 203.946 US-Dollar für diesen Zweck gesammelt. Im November 2014 wurde die Aktie Fevertree Drinks plc im Alternative Investment Market an der London Stock Exchange unter dem Ticker LSE:FEVR gelauncht. Der Umsatz von Fever-Tree stieg im Jahr 2017 auf 169 Millionen Pfund Sterling. Im letzten Quartal 2017 hatte der Softdrinkhersteller wertmäßig einen Marktanteil von 39 % im Vereinigten Königreich, im Vergleich zu seinem Mitbewerber Schweppes mit 31 % Marktanteil. Im Sommer 2021 brachte die Marke Distillers Cola auf den Markt, einen Mixer, der für die Kombination mit Whiskey und Rum entwickelt wurde.

## Produkte
Der Premixer stellt verschiedene Sorten Tonic Water, Ginger Beer, Bitter Lemon, Cola und diverse Limonaden her. Seit 2017 werden auch Cocktail-Bücher herausgegeben.